# S-подібний канал повітрозабірника

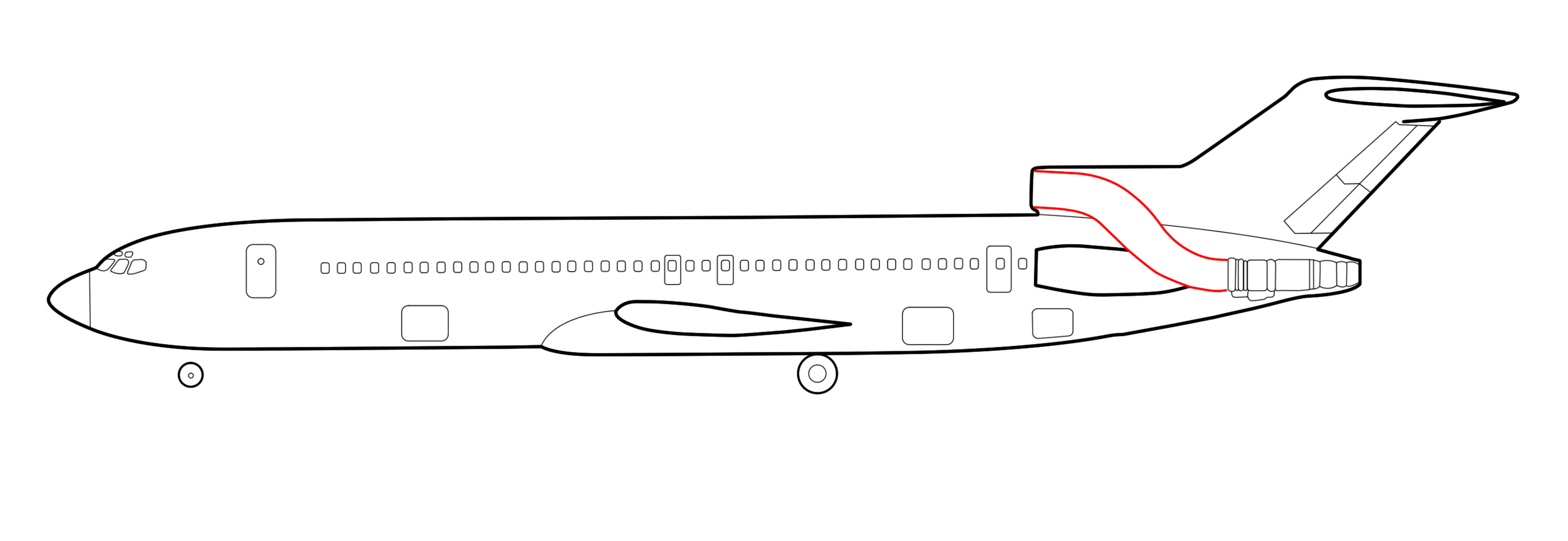
Схема S-подібного повітроводу 2 двигуна на літаку Boeing 727 (повітровід виділено червоним).

S-подібний канал повітрозабірника (англ. S-duct) — тип вхідного каналу повітрозабірника реактивного двигуна, що використовується на деяких типах реактивних літаків, переважно тридвигунних. Вхідний отвір розміщується над або під фюзеляжем, а сам двигун знаходиться всередині хвостової частини, тому повітропровід має вигнуту форму, яка нагадує букву «S» (звідси назва). Рішення було вперше застосовано в 1962 році на англійському пасажирському лайнері Hawker Siddeley Trident. Також використовувалося на літаках Boeing 727, Ту-154, Як-40, Як-42 тощо. З пасажирських літаків, що виробляються сьогодні, конструкцію можна зустріти на Dassault Falcon 7X і Dassault Falcon 900. S-подібна форма повітряного каналу також застосовується на шерезі ЛА зі зниженою радіолокаційною помітністю для зниження ефективної площі розсіювання радіохвиль.

## Особливості
S-подібний канал застосовувався на більшості тридвигунних реактивних літаків для подачі повітря до середнього двигуна. Винятком стали лише лайнери DC-10 і MD-11, де було вирішено розташувати середній двигун над фюзеляжем, на основі кіля. Однак, такий дизайн збільшив аеродинамічний опір на 2—4 % і ускладнив доступ до силової установки для технічного обслуговування, схема також вимагала збільшення висоти кіля і віддалення керма напрямку від поздовжньої осі літака.
Дослідження при проєктуванні літака L-1011 показали, що коефіцієнт відновлення повного тиску в S-подібному каналі повітроводу практично не відрізнявся б від такого в разі використання прямого повітроводу, при цьому конструкція дозволяла зменшити як суху вагу літака, так і аеродинамічний опір, що давало економію палива. Схема давала помітне покращення льотних якостей, стійкості при бічному вітрі, економічності літака.
Наразі S-подібні повітропроводи в цивільній авіації практично не застосовуються у зв'язку з тим, що на переважній більшості сучасних пасажирських літаків використовується дводвигунна схема. Серед літаків, що виробляються на даний час, такий канал можна зустріти лише на тридвигунних бізнес-джетах Dassault Falcon 7X та Dassault Falcon 900, бо для бізнес-джетів покращені льотні характеристики (швидкість, можливість злітати з відносно коротких ЗПС) можуть мати перевагу перед паливною ефективністю.
У військовій авіації S-подібні повітряні канали використовуються на деяких моделях пілотованих і безпілотних літальних апаратів з метою зниження радіолокаційної помітності, оскільки застосування таких каналів істотно знижує ЕПР повітрозабірника з допомогою екранування першого ступеня компресора двигуна

## Застосування
Типи повітряних суден, на яких застосовувався або застосовується S-подібний канал повітрозабірника:

### Пасажирські
- Boeing 727
- Dassault Falcon 50
- Dassault Falcon 7X
- Dassault Falcon 900
- Epic Victory
- Lockheed L-1011 TriStar
- Ту-154
- Hawker Siddeley Trident
- Як-40
- Як-42

### Військові
- IAI Lavi
- Northrop/Grumman B-2 Spirit
- Northrop/McDonnell Douglas YF-23

У тому числі БпЛА:
- Northrop Grumman X-47B
- Dassault nEUROn

### Експериментальні
- Short SC.1
- Boeing X-45

### Нереалізовані проєкти
- Boeing 747-300 Trijet — нездійснений проєкт тридвигунного варіанта Boeing 747
- Ранній проєкт Ту-204, що передбачав тридвигунну схему